# دیسپلازی آکرومیکریک
دیسپلازی آکرومیکریک (انگلیسی: Acromicric dysplasia) یا دیسپلازی ریزپایانکی نوعی اختلال ژنتیکی بسیار نادر است که مشخصه‌اش، دست و پاهای کوچک، عقب‌افتادگی رشد و تأخیر در بلوغ استخوانی است که همگی در نهایت، منجر به کوتاهی قد می‌شوند. در بیشتر موارد، هیچ دلیل مشخصی برای این بیماری یافت نمی‌شود، اما احتمال دارد که اتوزومال غالب هم باشد. دیگر عباراتِ مترادف این عارضهٔ ژنتیکی، «دیسپلازی گلیوفیزیک» (یا کوتولگی گلیوفیزیک) و «موکوپلی‌ساکاریدوز موضعی» است.